# Chrysomphalina
Chrysomphalina — рід грибів родини Tricholomataceae. Назва вперше опублікована 1982 року.

## Класифікація
До роду Chrysomphalina відносять 4 види:
- Chrysomphalina aurantiaca
- Chrysomphalina chrysophylla
- Chrysomphalina grossula
- Chrysomphalina strombodes